# 路應
路應（?—?），字从众，唐朝京兆三原人，路嗣恭的儿子，路恕的哥哥。
路應以恩荫为著作郎。贞元初年，出为虔州刺史，唐德宗让他嗣父封爵冀國公。凿开赣州的石梗嶮以通水路。李泌为宰相，唐德宗说：“谁对李卿有恩，朕能报答。”李泌说：“之前我被元载所疾恨，贬到江西，路嗣恭与元载相厚，臣很怕他。臣与其子路应骑马同行，马咬伤他的腿，臣惶恐不安，路应没有说，勉强起身见其父。臣常有愧，认为他有长者风度，考虑有所回报。”唐德宗即日加路应检校屯田郎中，服金紫。永贞元年（805年）十二月十七，以常州刺史路应为宣州刺史、宣歙池观察使，封襄阳郡王。李锜造反，路应发乡兵救湖州、常州二州，所以李锜不能攻克。元和六年（811年），因病授左散骑常侍，去世后谥号靖。